# Пуебло Нуево (Колон)
Пуебло Нуево (шп. Pueblo Nuevo) насеље је у Мексику у савезној држави Керетаро у општини Колон. Насеље се налази на надморској висини од 2743 м.

## Становништво
Према подацима из 2010. године у насељу је живело 14 становника.

### Хронологија
| Година       | 2000         | 2005 | 2010 |
| ------------ | ------------ | ---- | ---- |
| Становништво | 24 (12 / 12) | 10   | 14   |

### Попис
| # | Индикатор                     | Вредност |
| - | ----------------------------- | -------- |
| 1 | Укупно домаћинстава           | 1        |
| 2 | Укупно насељених домаћинстава | 1        |
| 3 | Величина локације             | 1        |